# Ancylandrena rozeni
Ancylandrena rozeni är en biart som beskrevs av Thomas J. Zavortink 1994. Ancylandrena rozeni ingår i släktet Ancylandrena och familjen grävbin. Inga underarter finns listade i Catalogue of Life.